# Afromevesia coxipuncta
Afromevesia coxipuncta là một loài tò vò trong họ Ichneumonidae.